# Јорквил (Тенеси)
Јорквил (енгл. Yorkville) град је у америчкој савезној држави Тенеси.

## Демографија
По попису из 2010. године број становника је 286, што је 7 (-2,4%) становника мање него 2000. године.
| Група             | 2000.       | 2010.       |
| Белци             | 291 (99,3%) | 277 (96,9%) |
| Афроамериканци    | 0 (0,0%)    | 1 (0,3%)    |
| Азијати           | 0 (0,0%)    | 0 (0,0%)    |
| Хиспаноамериканци | 1 (0,3%)    | 1 (0,3%)    |
| Укупно            | 293         | 286         |